# Anordnung des Bundespräsidenten über die Dienstgradbezeichnungen und die Uniform der Soldatinnen und Soldaten
Mit der Anordnung des Bundespräsidenten über die Dienstgradbezeichnungen und die Uniform der Soldatinnen und Soldaten (BPrDGrUnifAnO) regelt in Deutschland der Bundespräsident die Dienstgradbezeichnungen sowie die Grundsätze der Dienstgradabzeichen und des Aussehens der Uniformen der Soldaten der Bundeswehr.

## Gliederung
- § 1 Dienstgradbezeichnungen
- § 2 Uniform
- § 3 Anzugarten und -farben
- § 4 Allgemeine Kennzeichen
- § 5 Dienstgradabzeichen
- § 6 Befugnisübertragung
- Anlage 1 Dienstgradbezeichnungen
- Anlage 2 Dienstgradabzeichen
  - Tabelle 1 Heer und Luftwaffe
  - Tabelle 2 Marine

## Vorgängerregelung
Die Anordnung des Bundespräsidenten über die Dienstgradbezeichnungen und die Uniform der Soldaten (nichtamtliche Abkürzung: BPräsUnifAnO) vom 7. Mai 1956 (BGBl. I S. 422) war die Vorgängerregelung der jetzigen Anordnung und trat am 28. Mai 1956 in Kraft. Sie wurde am 14. Juli 1978 (BGBl. I S. 1067) neugefasst; die Neufassung trat am 26. Juli 1978 in Kraft. Die Anordnung wurde zuletzt durch Artikel 1 der Anordnung, vom 31. Mai 1996, (BGBl. I S. 746) geändert und trat gemäß Art. 2 Anordnung, vom 31. Mai 1996, am 8. Juni 1996 in Kraft. Am 15. September 2021 trat die Anordnung außer Kraft.
Die Anordnung war in zwei Artikel unterteilt:
Der Artikel 1 definierte die Dienstgradbezeichnungen der Offiziere (Abschnitt I), Unteroffiziere (Abschnitt II) und Mannschaften (Abschnitt III).
Der Artikel 2 definierte das grundsätzliche Aussehen der Uniformen der Bundeswehr in zwei Absätzen:
- Absatz 1, der Allgemeine Kennzeichen und deren Trageweise (Abschnitt I), die Anzugsarten (Abschnitt II) und die Dienstgradabzeichen (Abschnitt III) grundsätzlich regelt, sowie
- Absatz 2, der dem Bundesminister der Verteidigung die weitere Ausgestaltung der Uniformen der Soldaten überträgt – von diesem umgesetzt in der Zentralen Dienstvorschrift A2-2630/0-0-5  Anzugordnung für die Soldaten der Bundeswehr.